# El Apóstol

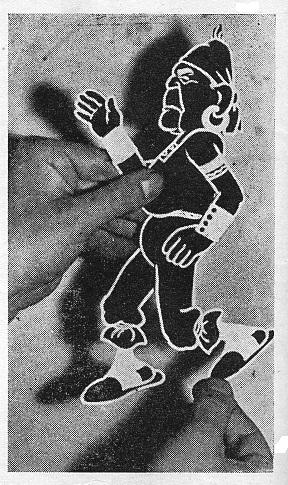

El Apóstol (spanska: 'aposteln') är en argentinsk tecknad film från 1917. El Apóstol regisserades av Quirino Cristiani. Filmen räknas som världens första animerade långfilm, men alla kända kopior av filmen försvann i en brand 1926.

## Handling
Den handlar om Argentinas president Hipólito Yrigoyen, som bränner ner Buenos Aires med hjälp av Jupiters åskviggar.

## Produktionshistorik
Filmen hade premiär den 9 november 1917. Den var en 70 minuter lång animerad stumfilm i svartvitt, bestående av 58 000 teckningar. Antalet filmrutor var också lika många, eftersom filmen animerades med siluettklippning och inte i den senare vanligare cellteckningen.
Filmen var producerad av Federico Valle, som enligt den tidens sed fick den mesta delen av äran för filmen. El Apóstol brann upp (alla kända kopior) år 1926 genom en brand i Valles filmarkiv.